# Romeo Jalosjos
Romeo Jalosjos (24 november 1940) is een voormalig Filipijns politicus. Hij was van 1995 tot 2001 lid van het Huis van Afgevaardigden namens het eerste kiesdistrict van Zamboanga del Norte.
Jalosjos werd in 1996 beschuldigd van de verkrachting van een 11-jarig meisje. Op 17 januari 1997 werd hij gearresteerd in Bagac en in afwachting van zijn rechtszaak gedetineerd in de Makati City Jail. In december 1997 werd Jalosjos schuldig bevonden door een regionale rechtbank in Makati. Hij vocht zijn zaak aan tot aan het Filipijns hooggerechtshof. Ook deze oordeelde in 2001 dat hij schuldig was aan de ten laste gelegde feiten. Jalosjos, die bij de verkiezingen van 1998 en 2001 vanuit de gevangenis was herkozen als afgevaardigde, werd op 23 april 2002 geschrapt als afgevaardigde.
In 2004 werd Jalosjos na hij een lichte hartaanval opgenomen in het Makati Medical Center.
In 2007 gaf president Gloria Macapagal-Arroyo Jalosjos strafvermindering, waardoor hij uiteindelijk na 12 jaar gevangenis, op 20 maart 2009 vrijkwam.

## Politieke familie
Jalosjos behoort tot een politiek machtige familie in Zamboanga del Norte. Vijf familieleden werden bij de verkiezingen van 2007 gekozen in een politiek ambt. Zijn zus, Cecilia Garcia Jalosjos-Carreon werd voor de derde keer gekozen als afgevaardigde van het 1e kiesdistrict van Zamboanga del Norte. Zijn broer Cesar Jalosjos, werd gekozen voor zijn tweede termijn als afgevaardigde van het 3e kiesdistrict van Zamboanga del Norte. Een andere broer, Dominador Jalosjos jr. werd in 2004 en 2007 gekozen als burgemeester van Dapitan City. Zijn zonen Romeo Jalosjos jr. en Seth Frederick Jalosjos werd gekozen als burgemeester van Tampilisan en als lid van het provinciebestuur van Zamboanga del Norte, respectievelijk.